# Patoc
Der Patoc ist ein 1865 m hoher Vulkan auf den Philippinen.
Der Berg liegt in der Cordillera Central, einem Gebirgszug der Philippinischen Kordilleren, im Norden von Luzon, der größten Insel der Philippinen. An seiner Westflanke befinden sich das Dorf Mainit und der gleichnamige Bach. Die nächste größere Stadt ist Bontoc.
Der Patoc ist ein Schichtvulkan, der aus Andesit aufgebaut ist. Er zeigt eine starke furmarolische Aktivität.